# Alexandre von Bilderling
Le baron Alexandre von Bilderling (en russe : Александр Александрович Бильдерлинг), né le 5 juillet 1846 à Saint-Pétersbourg et mort le 26 juillet 1912 à Tsarskoïe Selo, est un général de cavalerie de l'armée impériale russe.
Il fut célèbre par ses travaux historiques, en particulier sur la vie de Lermontov, et par ses sculptures.
Le sommet de sa carrière militaire fut atteint pendant la guerre russo-japonaise de 1904-1905, qui se termina à la bataille de Moukden.

## Biographie
Alexandre von Bilderling naquit dans une famille de l'aristocratie germano-balte originaire de Courlande, devenue orthodoxe. Son père Alexandre Otto Hermann Grigoriévitch von Bilderling, (1805-1873), était lieutenant-général dans le Génie. Son grand-père, Georges Sigismond von Bilterling, (1767-1829), était pasteur luthérien à Mitau en Courlandе, (aujourd'hui Jelgava en Lettonie), professeur, théologien, philosophe et écrivain. Sa mère descendait d'une famille de la noblesse russo-polonaise non titrée, les Dolivo-Dobrovolsky. Il est le frère du baron Peter von Bilderling ingénieur, officier du Génie de l’armée impériale russe.
Alexandre se maria en 1878 à Sofia Pavlovna Volkova, dont il eut Sophia (1881 - 1920 à Prague), et Peter (1885 - 1920 à Maïkop), officier de cavalerie dans l'armée impériale, puis intégrant l'Armée blanche pendant la guerre civile. Alexandre Soljenitsyne relate la fin de Peter à la fin du volume II de L'Archipel du Goulag « il est mort en homme d'honneur, soyez fiers ».
Alexandre von Bilderling fut élevé au Corps des Pages de Sa Majesté Impériale, à Saint-Pétersbourg, dont il sortit parmi les meilleurs (son nom fut inscrit sur une plaque de marbre).
Il fut inhumé au cimetière de Novodievitchi, à Saint-Pétersbourg, mais sa tombe n'a pas été préservée.

## Œuvre artistique
Bilderling aimait dessiner et peindre des aquarelles. Il collabora aux travaux du sculpteur Ivan Schroeder, notamment sur les monuments suivants :
- Monument Nakhimov à Sébastopol, (détruit)
- Monument Totleben à Sébastopol, (détruit)
- Monument Przewalski dans le Jardin Alexandre de Saint-Pétersbourg
- Monument sur la tombe de Przewalski
- Un certain nombre de projets non réalisés, y compris le monument en face de l'école de cavalerie Lermontov de Nikolaïev.

En tant qu'organisateur, il participa à l'installation du monument d'Alexandre III à Moscou (détruit).

## Service
Alexandre von Bilderling participa à la guerre russo-turque de 1877-1878 et à la guerre russo-japonaise de 1904-1905.
- 1864 lieutenant de cavalerie
- 1866 capitaine de cavalerie
- 1867 entre à l'Académie de l'État-major Nicolas de Saint-Pétersbourg.
- 1870 diplômé de l'Académie Nicolas.
- 1870 officier de la région militaire de Kiev.
- 1872 colonel.
- 1875 directeur de l'école militaire des Junkers de la cavalerie de Tver.
- 1877 commandant de 12e régiment de dragons de Starodoub.
- 1878 directeur de l'école de cavalerie Nicolas à Saint-Pétersbourg.
- 1878 participe à la guerre russo-turque au 12e régiment de dragons de Starodoub.
- 1891 officier à l'État-major.
- 1892 général-lieutenant, participe à divers comités.
- 1899 commandant du 17e corps d'armée.
- 1901 général de cavalerie.
- 1904-1905 participe à la guerre russo-japonaise.
- 1905 commandant de la 3e armée de Mandchourie.
- 1905-1912 membre du Conseil de Guerre.

## Décorations
- Ordre de Saint-Alexandre-Nevsky avec glaives.
- Ordre de Saint-Vladimir, 2e, 3e, 4e classes avec ruban et glaives.
- Ordre de Sainte-Anne, 1re, 2de classes avec ruban et glaives.
- Grand officier de la Légion d'honneur, croix et étoile.
- Ordre de l'Aigle rouge de Prusse, 1re classe.
- Ordre de la Couronne de Prusse, 2de classe.
- Commandeur de l'Ordre de l'Épée de Suède.
- Ordre d'Oldenbourg, 2de classe avec glaives.
- Ordre de la Couronne de diamant, d'Autriche-Hongrie.

etc.

## Musée Lermontov
Grâce aux efforts de Bilderling, le Musée Lermontov ouvrit ses portes en décembre 1886, à Saint-Pétersbourg, à l'intérieur de l'école de cavalerie Nicolas, dont Lermontov avait été l'élève.
Bilderling put réunir 705 objets, peintures, aquarelles, dessins, écrits lui ayant appartenu ou ayant un rapport avec l'écrivain, en particulier pendant son service au Caucase.

## Anecdotes
Le général von Bilderling dessina un projet de nouvel uniforme pour l'infanterie avec un casque qui fut refusé par Nicolas II, car il le trouvait inesthétique.
Il organisa une expédition en Asie centrale avec le baron Mannerheim, futur maréchal et régent de Finlande qui eut lieu en 1906. Mannerheim avait participé à la bataille de Moukden avec le général von Bilderling et avait été son ancien élève à l'école de cavalerie Nicolas.
Il était le cousin germain du scientifique et directeur d'AEG à Berlin, Mikhaïl Dolivo-Dobrovolski (1862-1919), inventeur avec Nikola Tesla du courant triphasé et de la cage d'écureuil Machine asynchrone.